# Patto nippo-sovietico di non aggressione
Il Patto nippo-sovietico di non aggressione (in giapponese:  日ソ中立条約,  nisso chūritsu jouyaku) fu un patto della Seconda guerra mondiale firmato a Mosca il 13 aprile 1941 tra il Giappone e l'Unione Sovietica, due anni dopo la fine delle guerre di confine sovietico-giapponesi. Firmatari del patto furono il ministro degli esteri Yōsuke Matsuoka, per il Giappone, ed il suo omologo sovietico Molotov per l'Unione Sovietica.

## Contenuto
Il patto impegnava entrambe le potenze alla reciproca neutralità, nel caso di un attacco ad una delle due da parte di una terza potenza, e alla non aggressione di una delle due nei confronti dell'altra. Il patto aveva una validità di cinque anni.
Da parte sovietica lo scopo del patto era quello di coprirsi le spalle (cioè non dover preoccuparsi di un eventuale fronte orientale) nel caso di attacco da parte del Terzo Reich, mentre il Giappone desiderava soprattutto non trovarsi coinvolto in un conflitto fra tedeschi e sovietici, che i giapponesi ritenevano altamente probabile.
Il Praesidium del Soviet Supremo dell'Unione delle Repubbliche Socialiste Sovietiche e Sua Maestà l'Imperatore del Giappone, mossi dal desiderio di rafforzare pacificamente ed amichevolmente le relazioni fra i due Paesi, hanno deciso di concludere un Patto di Neutralità, al cui scopo hanno incaricato come loro rappresentanti:
- Il Praesidium del Soviet Supremo dell'Unione delle Repubbliche Socialiste Sovietiche - Vjačeslav Michajlovič Molotov, Presidente del Consiglio dei commissari del popolo e Commissario del Popolo per gli Affari Esteri dell'Unione delle Repubbliche Socialiste Sovietiche;
- Sua Maestà l'Imperatore del Giappone - Yōsuke Matsuoka, Ministro degli Affari Esteri …[segue elenco onorificenze di Matsuoka, n.d.r.], e Yoshitsugu Tatekawa, Ambasciatore Straordinario e Plenipotenziario presso l'Unione delle Repubbliche Socialiste Sovietiche, .. . …[segue elenco onorificenze di Tatekawa, n.d.r.], che, dopo uno scambio delle loro credenziali, che sono state trovate conformi alla dovuta forma, hanno concordato quanto segue:
- Articolo uno: Entrambe le Parti Contraenti si impegnano a mantenere fra loro relazioni pacifiche ed amichevoli ed a rispettare vicendevolmente l'integrità territoriale e l'inviolabilità dell'altra Parte Contraente.
- Articolo due: Se una delle due Parti Contraenti diviene oggetto di ostilità da parte di una o più potenze terze, l'altra Parte Contraente osserverà la neutralità per tutta la durata del conflitto.
- Articolo tre: Il presente Patto entra in vigore dal giorno della sua ratifica da entrambe le Parti Contraenti e rimane valido per cinque anni. Nel caso in cui nessuna delle Parti Contraenti denunci il Patto un anno prima della sua scadenza, esso verrà considerato automaticamente prolungato per i successivi cinque anni.
- Articolo quattro: Il presente Patto è soggetto a ratifica il più presto possibile. Gli strumenti della ratifica verranno scambiati a Tokio, il più presto possibile.

A conferma di quanto sopra i sunnominati Rappresentanti hanno sottoscritto il presente Patto in due copie, redatte nelle lingue Russa e Giapponese, ed apposti ivi i loro sigilli.
Fatto a Mosca il 13 aprile 1941, che corrisponde al 13º giorno del quarto mese del 16º anno di Showa.
V. Molotov;
Yosuke Matsuoka;
Yoshitsugu Tatekawa

## Problemi
Si deve aggiungere che entrambe le parti erano spinte da parte dei rispettivi alleati a violare il patto. Così il Terzo Reich avrebbe visto volentieri il Giappone aprire quello che sarebbe stato un secondo fronte per l'Unione Sovietica mentre gli Stati Uniti d'America insistevano con i sovietici per avere il loro appoggio contro i giapponesi.

## Violazione del patto
La dichiarazione di guerra dell'Unione Sovietica al Giappone ebbe luogo l'8 agosto 1945, fra i due bombardamenti atomici sul Giappone del 6 e del 9 agosto. La decisiva invasione (operazione Attacco di Agosto) nel Manciukuò e nelle isole Curili costituì un'evidente violazione unilaterale, da parte dell'Unione Sovietica, del non ancora scaduto patto di neutralità e non aggressione.
La violazione del patto era stata prevista nelle trattative tra anglo-americani e sovietici, in particolare a Yalta e Potsdam, che richiedevano l'invasione sovietica del Giappone entro 3 mesi dalla fine delle ostilità in Europa.
Nel corso di questa invasione i soldati del Kwantung nella Manciuria furono presi prigionieri ed inviati in campi di lavoro.